# 奈良市立富雄第三中学校
奈良市立富雄第三中学校（ならしりつ とみおだいさんちゅうがっこう）は、奈良県奈良市帝塚山南二丁目にある公立中学校。

## 概要
1976年創立の富雄第三小学校の施設一体型小中一貫校として2011年に開校。
2021年に創立10周年を迎えた。
生徒定員・教職員数
生徒数およそ200人、教職員数およそ20人とかなり少人数である。
校歌
作詞は寮 美千子、作曲は山﨑 香世

## 教育目標
人権尊重の精神に徹し、確かな学力、豊かな心と健康でたくましい体をもって、
未来に向かって力強く生きていく子供の育成。
めざす子どもの像
- 自ら学び、深く考える子ども
- 自己を大切にし、思いやりのある子ども
- 明るく、健康な子ども

めざす学校像
- 確かな学力が身につく学校
- 一人一人が認められ、大切にされる学校
- 家庭や地域と連携し、共に発展する学校

めざす教職員像
- 愛情を持ってかかわり、子どもの受容感を高める教職員
- 不断の研鑽により、自己の資質・能力の向上に努める教職員
- 家庭･地域と連携･協働する教職員

## 部活動
運動部
- 軟式野球部
- サッカー部
- 男子バスケットボール部
- 男子硬式テニス部
- 女子バスケットボール部
- 女子硬式テニス部
- バレーボール部

文化部
- 吹奏楽部
- クラフトデザイン部
- パソコン部

## 学校行事
1学期
- 4月 - 入学入部式 ・新入生歓迎会
- 6月 - 音楽会(コロナにより中止中) ・修学旅行
- 7月 - 生徒総会

2学期
- 9月 - 文化祭

- 10月 - 小中合同運動会

3学期
- 3月 - 卒業式

## 沿革
- 2011年 (平成23年) 4月1日 - 富雄第三小学校との施設一体型小中一貫校として開校。
- 2011年 (平成23年) 4月24日 - 開校記念式典挙行
- 2012年 (平成24年) 3月 - 中学校校旗完成
- 2012年 (平成24年) 4月28日 - 竣工記念式典挙行
- 2012年 (平成24年) 11月10日 - 奈良市小中一貫教育研究発表会
- 2012年 (平成24年) 11月30日 - 中学校校歌制定
- 2013年 (平成25年) 4月11日 - 小中合同入学式
- 2014年 (平成26年) 3月15日 - 第１回奈良市立富雄第三中学校卒業証書授与式
- 2016年 (平成28年) 1月19日 - 小中一貫教育全国サミット会場
- 2017年 (平成29年) 10月27日 - 全国社会科教育研究協議会研究大会会場

## 周辺
- 富雄第三幼稚園
- 帝塚山大学東生駒キャンパス
- 近畿大学農学部
- 富雄中学校
- 三碓小学校

## 通学区域が隣接している学校
- 奈良市立富雄南中学校
- 奈良市立富雄中学校
- 生駒市立生駒中学校
- 生駒市立緑ヶ丘中学校
- 生駒市立大瀬中学校
- 大和郡山市立郡山西中学校